# کلیسای مریم مقدس چوغورتی
کلیسای مریم مقدس چوغورتی (ارمنی: Չուղուրեթի Սբ. Աստվածածին եկեղեցի؛ انگلیسی: Chugureti St. Astvatsatsin) یک کلیسا متعلق به کلیسای حواری ارمنی واقع در شهر تفلیس،  گرجستان می‌باشد. ساخت و ساز این ساختمان در شروع سده ۱۹ام میلادی؛ به پایان رسید. این بنا به سبک معماری ارمنی طراحی شده است.